# Plastoquinona
La plastoquinona (PQ) és una molècula quinona implicada en la cadena de transport d'electrons en les reaccions de la fase lluminosa de la fotosíntesi. La plastoquinona és reduïda (accepta dos protons (H+) de l'estroma del cloroplast juntament amb dos electrons (e-) provinents del fotosistema II), formant platoquinol. Transporta així els protons al lumen dels tilacoides, mentre que els electrons continuaran viatjant a través de la cadena de transport d'electrons passant al complex proteic citocrom b₆f.

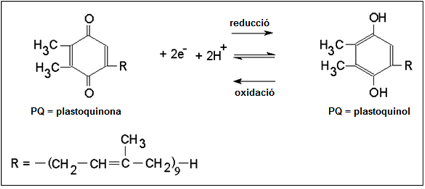
Reacció d'oxidoreducció de la plastoquinona

## Introducció
El 1946, Kofler va descobrir la plastoquinona i va ser redescoberta per Crane el 1959. La plastoquinona (PQ) es va originar evolutivament a partir dels cianobacteris. És una quinona d’origen isoprenoide clau en la fotosíntesi oxigènica dels cianobacteris i de totes les plantes, ja que transfereix electrons entre els complexos de proteïnes de membrana i protons a través de la membrana dels tilacoides.
La plastoquinona es troba als cloroplasts dels organismes fotosintètics. La podem trobar bàsicament en dos llocs: als tilacoides (emmagatzemada als plastoglòbuls) i a la membrana interna dels cloroplasts, que és on se sintetitza. D’altra banda, cal remarcar que la PQ no es troba únicament en els òrgans fotosintetitzadors de les plantes, sinó que, en petites quantitats, la trobem a tots els òrgans dels vegetals, com ara les arrels, els bulbs, les flors, les fruites, etc.
Habitualment, la PQ conté una cadena lateral nonaprenil isoprenoide (PQ-9, PQA), encara que en algunes espècies de plantes s’han trobat cadenes laterals homòlogues en menor proporció, com per exemple: PQ-8 al blat i a la ficus elàstica, PQ-4 al castanyer d’índies i PQ-3 als espinacs. També es va informar de la presència de dimetilplastoquinones, com la 3-dimetilplastoquinona-8 i la 3-dimetilplastoquinona-9 als bulbs d’Iris hollandica.
Fa uns anys es van identificar altres formes de plastoquinona, com la PQ-C i la PQ-B, en moltes espècies de plantes. Aquestes dues formes són derivades de la PQ-9 i cadascuna d’elles representa un grup de com a mínim 6 isòmers. La PQ-C conté un grup hidroxil a la cadena lateral prenil i la PQ-B és l’èster d’àcid gras de la PQ-C. Tanmateix, l'estructura exacta de cadascun dels isòmers individuals de la plastoquinona encara s’ha de determinar. Tampoc es coneix si aquests compostos es sintetitzen de novo o són productes de degradació de la PQ-A, ni si ambdós isòmers tenen alguna funció específica. Això no obstant, el que sí que se sap és que la PQ-C s’acumula a les fulles més velles i que els compostos semblants a la PQ-C es formen a partir de la PQ-9, durant la reacció d’eliminació de l’oxigen singlet. Es tracta d'una molècula d'oxigen altament reactiva, ja que conté electrons excitats; s'aconsegueix neutralitzar oxidant la PQ-9. Aquest fet podria indicar que la PQ-C és un producte no enzimàtic de l’oxidació de la PQ-9, sense cap funció especial. A part d’això, s’ha demostrat que tant la PQ-C com la PQ-B poden substituir la PQ-9 i actuar com a acceptores d’electrons del fotosistema II.

## Biosíntesi
A la molècula de plastoquinona, hi podem diferenciar dues parts: un cap (estructurat al voltant d’una estructura cíclica) i una cadena lateral formada per un grup prenil. El precussor del grup funcional que constitueix el cap (homogentisat, abreviat com HGA) deriva de la tirosina i la cadena lateral de prenil es forma a una via metabòlica anomenada DXP. La condensació del grup funcional del cap és catalitzada per un enzim anomenat homogentisat transferasa solanesil. La prenilació del HGA és també un pas important en la biosíntesi de vitamina E. Després de la condensació, té lloc la reacció de metilació que dona el producte final: la plastoquinona. La reacció de condensació se suposa que ha de tenir lloc a la membrana interna dels cloroplasts, malgrat que el reticle endoplasmàtic i les membranes de l'aparell de Golgi també han estat suggerides com a possible lloc d’aquesta reacció en espinacs.
La via biosintètica de la plastoquinona que s’acaba de descriure es produeix en plantes i algues superiors, però hi ha indicis que, en el cas dels cianobacteris, el camí seguit és diferent. El Synechocystis sp. PCC 6803 mutant no pot formar vitamina E, però, en canvi, sí que és capaç de sintetitzar plastoquinona. Això suggereix que el HGA no cal per a la biosíntesi de plastoquinona en els cianobacteris, mentre que en les plantes superiors és un intermedi necessari. D’altra banda, en els genomes de cianobacteris no s’han trobat homòlegs propers a la HGA feniltransferasa (un enzim que participa en les reaccions de síntesi de la plastoquinona a partir de l’HGA) fet que indica que, en aquests organismes, la plastoquinona segueix una altra ruta de biosíntesi. La qüestió, tot i així, requereix més estudi.

## Funció
La plastoquinona forma part de la cadena transportadora d’electrons dependent de llum que té lloc a la fase llumínica acíclica de la fotosíntesi. La seva funció principal és rebre els electrons de la feofitina, un tipus de clorofil·la sense magnesi, i transportar-los al citocrom b6f, on tindrà lloc el bombament de dos protons a l'interior del tilacoide. Aquests dos protons, juntament amb els obtinguts en la fotòlisi de l'aigua, crearan una diferència de potencial electroquímic que permetrà la sortida dels protons per mitjà d'ATP-sintetases, amb la consegüent síntesi d’ATP. Aquest procés s’anomena fotofosforilació de l’ADP.

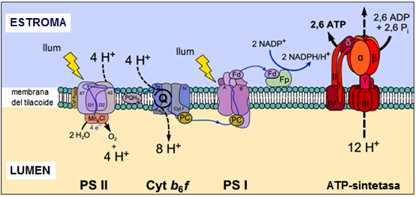
Cadena de transport electrònic de la fase lluminosa de la fotosíntesi. S'observa la plastoquinona (PQH2, color lila) en la bicapa lipídica entre el fotosistema II i el citocrom b6f.

Per realitzar aquesta funció es segueix un complex procés. Inicialment, hi ha una molècula de plastoquinona que està fortament agregada a les proteïnes del fotosistema II, concretament en un lloc d’unió anomenat QA. Aquesta molècula rep un electró de la feofitina i el transfereix a una altra molècula de plastoquinona, que està dèbilment fixada en un altre punt d’unió: el QB. Quan la plastoquinona ha captat dos electrons i un protó, es redueix a PQH2 i dissocia del centre QB i, d’aquesta manera, entra a formar part del pool mòbil de PQH2 en la membrana del til·lacoide. Posteriorment, la reoxidació de la PQH2, que té lloc al complex citocrom b6f, origina la translocació d’un protó a través de la membrana.
Els resultats de les reaccions redox del citocrom b559 en presència de plastoquinona indiquen que existeix un tercer lloc d’unió de PQ al fotosistema II, que anomenem QC. Aquest punt s’ha identificat recentment en l'estructura cristal·litzada del PSII del cianobacteri. A part de la seva contribució en la fase acíclica, la plastoquinona també està involucrada en el cicle Q que depèn del citocrom b6f i que és similar al que es duu a terme al mitocondri, ja que la PQH2 s’oxida completament a PQ i amb això es transfereixen dos protons a l’interior del tilacoide (no a l'espai intermembrana). De fet, en els cianobacteris la plastoquinona, a més de participar en la cadena transportadora d’electrons de la fotosíntesi, també contribueix en la respiració cel·lular, ja que ambdós processos tenen lloc a les membranes del tilacoide. D’altra banda, en el cas dels tilacoides de les plantes superiors i de les algues també s’han identificat altres proteïnes que interaccionen amb la PQ.
Recentment s’ha definit el procés de la clororespiració com una cadena transportadora d’electrons que interacciona amb el transport electrònic i que té lloc durant la fotosíntesi a les membranes dels tilacoides. En aquest procés hi intervenen per un cantó un complex NADPH deshidrogenasa (NDH), un enzim reductor codificat per gens ndh del plastidi, homòleg al complex I bacterià i, per l’altre, una oxidasa terminal de plastidis (PTOX) codificada per DNA nuclear, homòloga a l’oxidasa alternativa del mitocondri de la planta. L'oxidasa de la clororespiració oxida la PQH2 utilitzant peròxid d’hidrogen i la forma de potencial baix del citocrom b559 del PSII. Durant la clororespiració independent de llum, doncs, la PQ oxida el NAD(P)H enzimàticament mitjançant les NDH deshidrogenases i tot seguit transfereix electrons a l’oxigen, juntament amb la col·laboració de les oxidases. La funció d’aquestes proteïnes en la reducció i l’oxidació de plastoquinones independent de llum s’ha demostrat en els últims anys.
Als tilacoides dels cloroplasts madurs, la clororespiració sembla una via relativament menor, comparada amb la cadena transportadora d’electrons fotosintètica, des de l’H₂O fins al NADP+. Tanmateix, la clororespiració probablement té un paper en la regulació de la fotosíntesi, ja que modularia l’activitat del transport d’electrons cíclic en el PSI. En els plastidis no fotosintètics, els transportadors d’electrons de la clororespiració són més abundants i tindrien un important paper bioenergètic.
Les molècules de plastoquinona presenten una gran mobilitat, tant transversal com lateral, cosa que els permet transferir electrons a grans distàncies entre el PSII i els complexos citocrom b6f a les membranes del tilacoide així com bombar protons a través de la membrana. Com que la longitud de la seqüència lineal de la molècula de PQ és quasi de la mateixa mida que el gruix de la membrana, la difusió de PQ és més eficient entre la regió fluida i hidròfoba de la membrana, amb la cadena lateral hidrofòbica disposada de forma paral·lela a la superfície de la membrana. Tanmateix, el grup funcional del cap de la PQ té tendència a penetrar en la regió interfàsica on hi ha els complexos proteics que contenen llocs d’unió de la PQ. El cap de la PQH2, formada després que el PSII redueixi la PQ és més polar que el de la PQ i, per tant, ocupa més regions polars de la membrana. Així i tot, aquesta PQH2 ha de creuar la membrana fins al complex citocrom b6f per oxidar-se.
En diversos experiments model els resultats obtinguts van suggerir que les molècules de PQ tant reduïdes com oxidades formen un complex de transferència que facilita la penetració de la PQH2 a l’interior de les membranes hidròfobes. En aquests estudis es va demostrar que la formació del complex de transferència incrementa la solubilitat de la PQH2 en solvents hidròfobs, de la mateixa manera que disminueix el contingut de PQH2 a la regió interfàsica de la monocapa de monogalactosildiacilglicerol. Altrament, en estudis d’anisotropia de difenilhexatriè, una sonda fluorescent que controla l’ordre de la membrana lipídica, s’ha trobat que algunes formes de la PQ tenen una tendència a ocupar diferents regions de la membrana.

### Altres Funcions
A part de la funció principal de la PQ se n'han demostrat d'altres. La PQH2 té una activitat antioxidant pronunciada, similar a la dels tocoferols i a la de la ubiquinona reduïda. També s’ha provat en nombrosos experiments, fets tant in vitro com in vivo, que la PQH2 inhibeix la peroxidació dels lípids de la membrana i que elimina de forma eficient els radicals superòxid i oxigen singlet.
Observacions fetes sobre vegetals del gènere Arabidopsis van permetre constatar que, en condicions d’estrès oxidatiu, la plastoquinona s’acumula en el seu estat reduït, PQH2; així doncs, sembla que, sota aquestes condicions, aquesta molècula també desenvolupa funcions com a mecanisme de defensa. Recentment també s’ha demostrat la funció de la plastoquinona en la reacció a l'estrès tèrmic. Es van observar en les fulles més velles de les plàntules d'ordi que, sota tractament tèrmic, es produeix una disminució en la mida de les plastoquinones fotoactives i un canvi en les proporcions d'oxidació i reducció de plastoquinona. Es va suggerir que un canvi termoinduït de l'estat redox de la plastoquinona i una redistribució de les seves molècules entre estats fotoactius i no fotoactius són els mecanismes que reflecteixen i regulen la resposta de l’aparell fotosintètic sota condicions d’estrès per calor.
La plastoquinona s’ha identificat també com un cofactor que participa en la biosíntesi de carotenoides. A més, el seu estat redox duu a terme el paper de sensor redox més important en els cloroplasts, ja que inicia moltes de les respostes fisiològiques als canvis en el medi ambient, especialment aquells que estan relacionats amb la qualitat i la intensitat de la llum. S’ha demostrat que l'estat redox del la plastoquinona regula també la fosforilació dels complexos antena per mitjà de l’activació del complex citocrom b6f.
També s’ha establert, per mitjà d’experiments, que la plastoquinona (segons el seu estat redox) desenvolupa un paper en la regulació de l'expressió de gens fotosintètics. En aquests experiments, els fotosistemes s’excitaven selectivament amb llums de diferents longituds d’ona o s’aplicaven inhibidors específics de la cadena fotosintètica de transport d’electrons. La utilització de la llum excitant selectivament el fotosistema II produïa una reducció de la plastoquinona, mentre que la llum que excitava preferentment el fotosistema I en potenciava l’oxidació. Els inhibidors específics també canvien la relació PQ/PQH2: la 3-(3 ', 4'-diclorofenil) -1,1-dimetilurea (DCMU) bloqueja la reducció de la PQ al fotosistema II, mentre que la 2,5-dibromo-3-metil-6-isopropil -p-benzoquinona (DBMIB) bloqueja l’oxidació de la PQH2 per part del complex citocrom b6f. Aquest tipus d’experiments demostren que l’oxidació de la plastoquinona indueix l'expressió del gen psbA que codifica la síntesi de pèptids presents al nucli del fotosistema II i reprimeix l'expressió del gen psaAB, que codifica la síntesi dels pèptids presents al nucli del fotosistema I, la qual cosa potencia la síntesi de fotosistema II. D’altra banda, la reducció de la plastoquinona indueix l'expressió del gen psaAB, que incrementa el nivell de fotosistema I. Aquestes dades van portar els autors a la conclusió que alguns gens són retinguts al genoma del cloroplast, perquè són regulats directament per l'estat redox de la parella PQ/PQH2.